# 樊振東
樊 振東（はん しんとう、Fan Zhendong、ファン・ジェンドン、1997年1月22日 - ）は中国の卓球選手。略称は「FZD」「小胖」。2024年パリオリンピック男子シングルス及び男子団体金メダル、2021年・2023年世界選手権男子シングルス二連覇。ワールドカップ男子シングルス4度優勝。男子選手で史上6人目の大満貫（グランドスラム）達成者。

## 概歴
広東省広州市に生まれ、6歳で卓球を始めた。11歳で名門・人民解放軍チームの一員となり、2012年5月に国家隊2軍チームに入り、同年の全中国選手権でベスト8に入って国家隊1軍チームに昇格。2012年末の世界ジュニア卓球選手権で優勝し、世界選手権パリ大会の代表選考会「直通巴里」での活躍が認められ、中国男子では史上最年少で世界選手権代表に抜擢された。
2013年9月の全中国運動会では、張継科や許昕を破る活躍でシングルス準優勝。直後の東アジア競技大会では決勝で閻安（中国）を破って優勝し、中国男子の次代のエースという呼び声も高い。
2015年の第22回アジア卓球選手権（パタヤ）では男子シングルス、男子ダブルス、混合ダブルス、男子団体の全てで優勝し4冠を達成した。
2016年リオデジャネイロオリンピックの際には既に世界ランク2位と中国国内でも指折りの存在であったが、若さと大舞台での経験不足から代表入りは出来ず、Pカード（団体の交代枠）でチームに帯同したが出番はなかった。
2017年世界選手権デュッセルドルフ大会ではシングルスと男子ダブルスで出場。シングルスでは準々決勝で日本の丹羽孝希を4-1、準決勝で韓国の李尚洙をストレートで破り、決勝でも当時連覇を目指していた先輩の馬龍とゲームオールデュースの大接戦を繰り広げたが、惜しくも敗れた。先輩の許昕と組んだ男子ダブルスでは準決勝で日本の丹羽孝希/吉村真晴ペアをストレートで破り、決勝でも日本の森薗政崇/大島祐哉ペアに4-1で勝利し、優勝を決めた。
2021年東京オリンピックではシングルスと団体で出場。シングルスでは決勝まで勝ち進むも馬龍に敗北して銀メダルに終わったが、団体で馬龍・許昕と組んで金メダルを獲得した。
同年11月、バタフライとのアドバイザリー契約が発表された。
2024年パリオリンピックではシングルスと団体で出場。シングルスでは準々決勝で日本の張本智和を4-3の大激闘の末破り、準決勝でフランスのフェリックス・ルブランをストレートで下す。決勝ではチームメイトの王楚欽を下して快進撃を続けていたスウェーデンのトルルス・モーレゴードを4-1で破り、オリンピックのシングルスで初の金メダルを獲得。これにより「大満貫」を達成した。団体戦でも金メダルを獲得しオリンピック二冠を達成。
同年12月27日、自身の微博で、WTTからの新たな罰則規定を理由に、世界ランキングからの離脱を表明した。
2025年第1週のランキングにおいて自身の名前が消滅した。
中国では、ぽっちゃりした体格から「小胖（シャオパン／おデブちゃん）」というあだ名がある。年を重ねるごとに身体も鍛えられ、まさに中国選手といった筋肉の付き具合となったが、もはや愛称として定着している。
2025年6月1日にはドイツ･ブンデスリーガ1部、1. FC ザールブリュッケンTTから2025-2026シーズンへの参戦が発表された。

## プレースタイル
横回転系のレシーブを中心に、攻撃的で多彩なレシーブ戦術を展開する。特にチキータは世界最速のスピードと抜群の回転量を誇り、回転バリエーションも豊富なのでレシーブするのは非常に困難である。
また、体のひねりで放つフォアドライブや、コンパクトでスイングが速くかつ打点の早いバックハンドなどにより打球後の戻りが抜群に速い。ラリーになると、世界トップの反応と予測能力でどんなボールに対しても最適な体の入れ方でボールを打ち、相手をどんどん後ろに押し込んで得点するパターンが多い。前述のチキータと合わせ、前陣において無類の強さを見せる。

## 戦績
- 2012年
  - アジアジュニア選手権優勝
  - 世界ジュニア選手権優勝
- 2013年
  - 全中国運動会卓球競技男子単準優勝、 男子複優勝、団体(解放軍)優勝
  - 東アジア競技大会優勝
- 2014年
  - ユース五輪優勝
  - アジア競技大会卓球競技 男子シングルス準優勝、男子ダブルス準優勝、男子団体優勝
- 2015年
  - 世界選手権蘇州大会（個人戦） シングルス3位／ダブルス準優勝
  - ITTFワールドツアー・ジャパンオープン・荻村杯 シングルス3位／ダブルス準優勝M[3]
  - 第22回アジア選手権大会 団体・シングルス・ダブルス・混合ダブルス優勝
  - ITTFワールドツアー・ポーランドオープン 優勝[3]
  - ITTFワールドツアー・スウェーデンオープン シングルス優勝／ダブルス準優勝[3]
  - ITTFプロツアー・グランドファイナル 準優勝[3]
- 2018年
  - アジアカップ 優勝
- 2019年
  - 第55回世界選手権ブダペスト大会 混合ダブルス3位 (丁寧と)

- 2021年
  - 世界卓球選手権　男子シングルス 優勝
- 2023年
  - 世界卓球選手権　男子シングルス 優勝
- 2024年
  - パリオリンピック　男子シングルス 優勝
  - パリオリンピック　男子団体 優勝

### 世界ランキング
|        | 1月 | 2月 | 3月 | 4月 | 5月 | 6月 | 7月 | 8月 | 9月 | 10月 | 11月 | 12月 |
| ------ | --- | --- | --- | --- | --- | --- | --- | --- | --- | ---- | ---- | ---- |
| 2012年 |     |     |     |     |     |     |     | 139 | 139 | 142  | 138  | 138  |
| 2013年 | 41  | 44  | 38  | 39  | 38  | 33  | 9   | 11  | 10  | 10   | 11   | 5    |
| 2014年 | 5   | 4   | 3   | 3   | 3   | 3   | 3   | 3   | 2   | 2    | 3    | 3    |
| 2015年 | 3   | 3   | 3   | 4   | 4   | 4   | 3   | 3   | 3   | 3    | 2    | 2    |
| 2016年 | 2   | 2   | 2   | 2   | 2   | 2   | 2   | 2   | 2   | 2    | 2    | 2    |
| 2017年 | 2   | 2   | 2   | 2   | 2   | 2   | 2   | 2   | 2   | 2    | 2    | 2    |
| 2018年 | 2   | 2   | 2   | 1   | 1   | 1   | 1   | 1   | 1   | 1    | 1    | 1    |
| 2019年 | 1   | 1   | 1   | 1   | 1   | 1   | 3   | 2   | 2   | 2    | 1    | 2    |
| 2020年 | 1   | 2   | 2   | 1   | 1   | 1   | 1   | 1   | 1   | 1    | 1    | 1    |
| 2021年 | 1   | 1   | 1   | 1   | 1   | 1   | 1   | 1   | 1   | 1    | 1    | 1    |
| 2022年 | 1   | 1   | 1   | 1   | 1   | 1   | 1   | 1   | 1   | 1    | 1    | 1    |
| 2023年 | 1   | 1   | 1   | 1   | 1   | 1   | 1   | 1   | 1   | 1    | 1    | 1    |
| 2024年 | 1   | 1   | 2   | 2   | 4   | 2   | 4   | 2   | 2   | 3    | 6    | 6    |